# Sainte-Hélène-Bondeville

Sainte-Hélène-Bondeville este o comună în departamentul Seine-Maritime, Franța. În 1 ianuarie 2022 avea o populație de 698 de locuitori.